# Baobab Ombalantu
El Baobab Ombalantu o Árbol de la Vida es un baobab africano gigante (Adansonia digitata) situado al norte de Namibia, cerca a la Carretera Principal 123 del pueblo de Tsandi. 

## Descripción e historia
El árbol tiene unos 28 metros de alto, 26.5 metros de circunferencia y aproximadamente 800 años.
El tronco es hueco en los primeros seis metros, y tiene una apertura por donde pueden entrar hasta 35 personas. Ha servido como capilla, oficina de correos, bar, casa, y escondite durante varias etapas de la historia de Namibia, durante la Guerra del Arbusto, un campamento militar se ubicaba justo al lado. El árbol fue declarado monumento nacional el 1 de septiembre de 2011, actualmente es una atracción turística donde se pueden conseguir artesanías y souvenirs, además de servir como un elemento de cohesión de la comunidad Ovambo y un elemento para recordar la historia de la lucha por la independencia de Namibia.